# Jan Clijnk
Jan Clijnk (Helmond, 25 maart 1930 – aldaar, 26 mei 1989) was een internationaal motorcoureur (motocross).

## Carrière
Clijnk startte zijn carrière in 1947 bij de zogenaamde 'zwarte bond' in de 125cc klasse. Na de oprichting van de RKNMB (ook in Helmond) in februari 1949, begon Clijnk gestaag met de opbouw van zijn carrière.
In 1951 werd Clijnk kampioen bij de RKNMB in de 500cc seniorenklasse. In datzelfde jaar, op 5 augustus, was Clijnk in het Brabantse Oisterwijk betrokken bij het dodelijk motorongeval met Theo Aben uit Ledeacker. Theo Aben was in 1950 kampioen geworden bij de RKNMB 500cc seniorenklasse en in 1951 streden beiden fel om het kampioenschap in de 500cc seniorenklasse.
Na enkele wedstrijden bij de RKNMB stapte Clijnk in mei 1952 over naar de "grotere" Motorbond, de KNMV.
Clijnk won de Grand Prix 500cc van Nederland in Schijndel op 13 mei 1956.
Op 16 maart 1958 won Clijnk de belangrijke voorjaarsklassieker, de Motocross der Azen in Sint Anthonis (NL) voor de regerend Wereldkampioen, de Zweed Bill Nilsson. Opvallenderwijs behaalde Clijnk na zijn kampioenschap in 1951 nooit meer een landstitel in Nederland.
Clijnk reed in zijn nadagen veel in het buitenland, zoals België, Frankrijk en Zwitserland.

## Privéleven
Jan Clijnk trouwde op 23 juni 1964 met zijn verloofde Betsy Crousen uit Eijsden, waar zij zich ook vestigden in het Horecapand Withuis vlak bij de Belgische grens. Twee jaar na hun huwelijk stierf zijn vrouw en moest hij het pand verlaten. Clijnk overleed in 1989 te Helmond.

## Persoonlijk
Op 10 oktober 2018 kwam er een biografie uit over Jan Clijnk en Betsy Crousen: Jan Clijnk - Het Atoomkanon van Helmond, geschreven door auteur Marcel Hermans. Het boek werd onder toeziend oog van vele bekende motorsporters uit het verleden op grootse wijze gepresenteerd in een uitverkocht theater "Het Speelhuis" te Helmond. De presentatie was in handen van de bekende Nederlandse Motorsportreporter Jan de Rooy uit Breda.